# تنغارونغ
تنغارونغ (بالإندونيسية: Tenggarong)‏ هي مدينة ومركز منطقة كوتي كاراتنيجارا في كالمنتان الشرقية في إندونيسيا. كما كانت تنغارونغ عاصمة سلطنة كوتي كاراتنيجارا السابقة.
تاريخيا، كان اسم العاصمة آنذاك «تيبيان باندان» (بالإندونيسية: Tepian Pandan)‏. وفي يوم ما، قام سلطان كوتاي كارتانيغارا «آجي محمد مصلح الدين» بتغيير الاسم من تيبيان باندان إلى «تانغا أرونغ» (بالإندونيسية: Tangga Arung)‏ (بيت الملك). ومع تداول الاسم، قام شعب كوتاي باختصار هذا الاسم من خلال الجمع بين الكلمتين إلى تنغارونغ.
بحسب إحصاء عام 2009، يبلغ عدد سكان المدينة 72458 نسمة.

## معرض صور معالم تنغارونغ

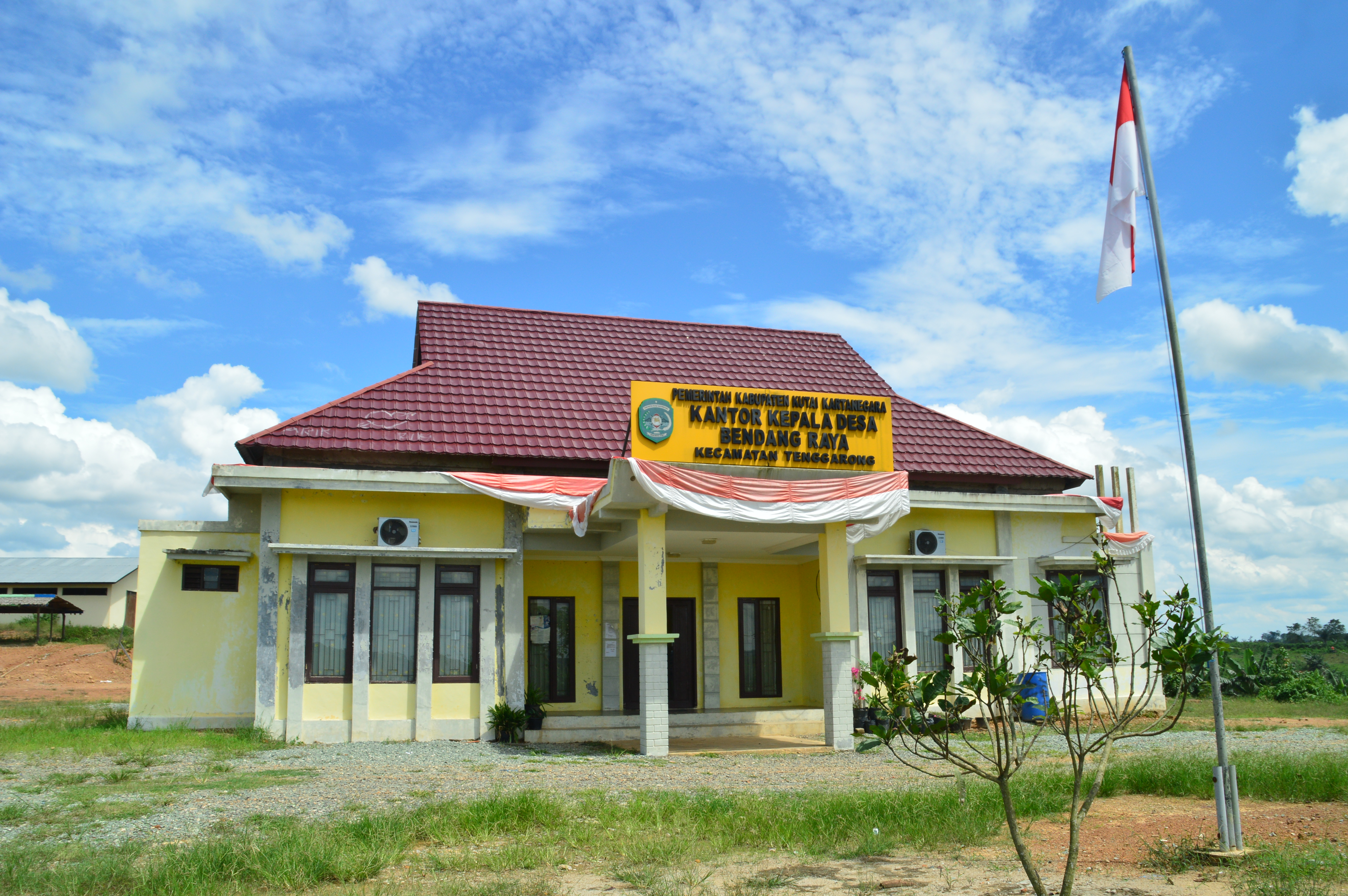
.
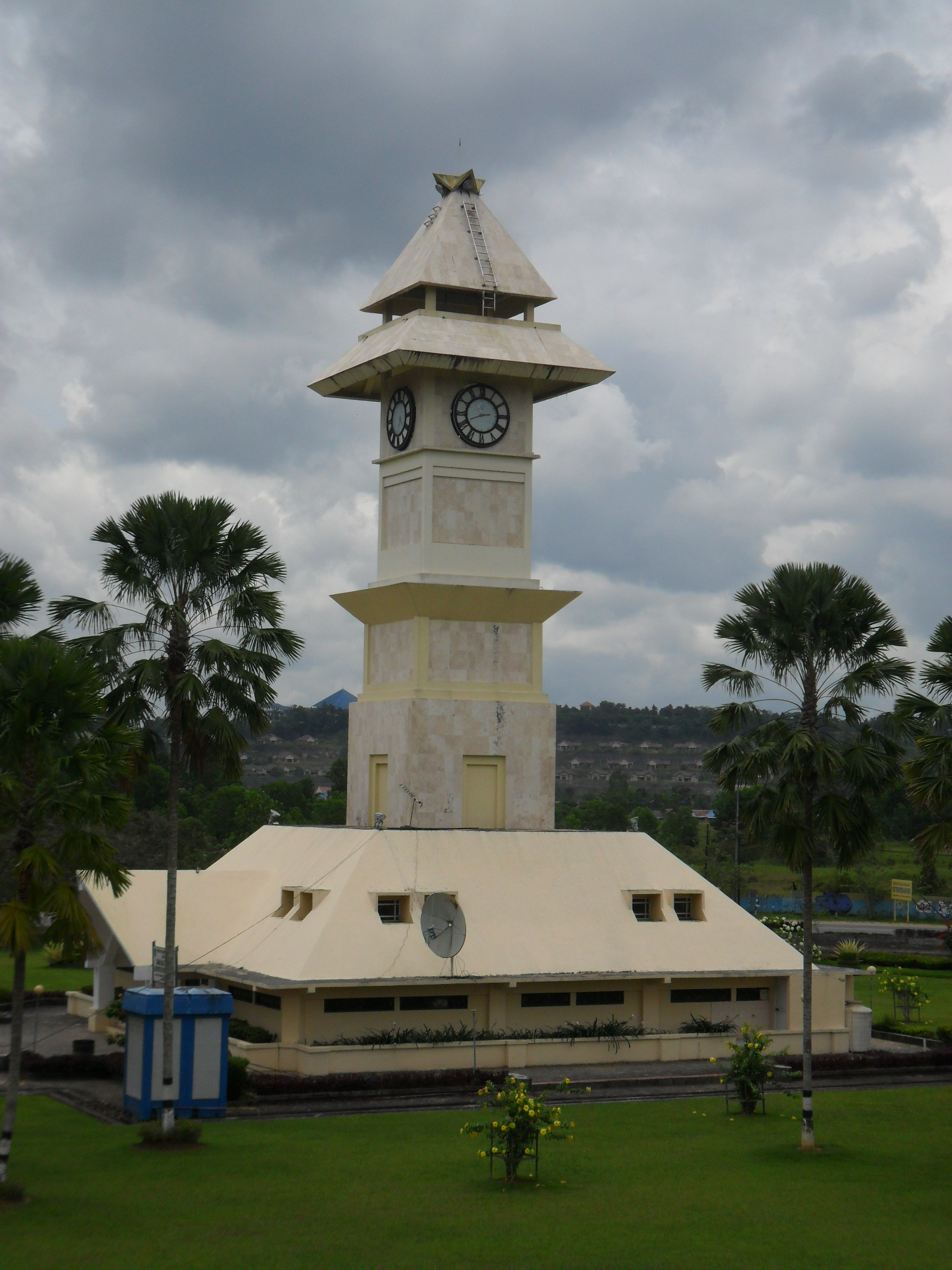
.
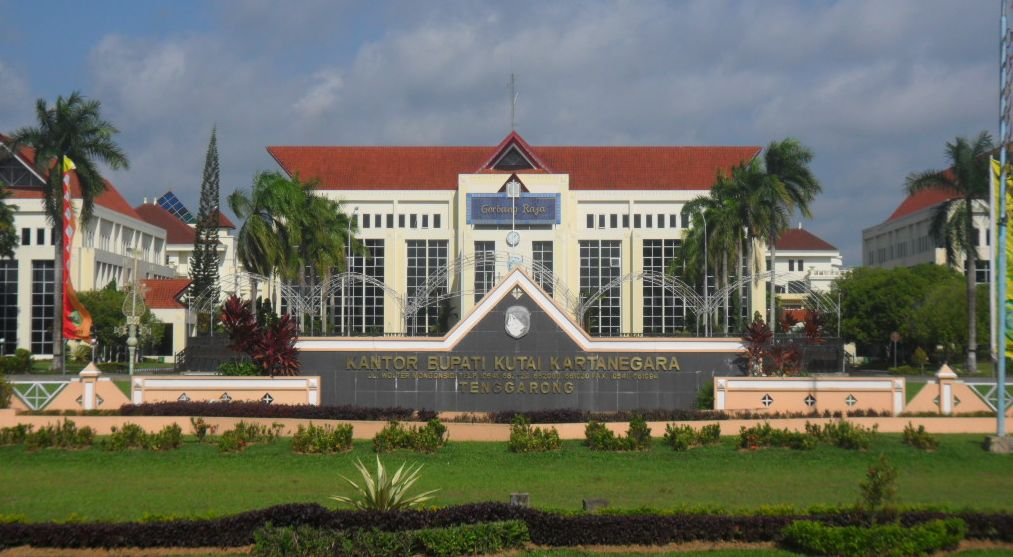
.
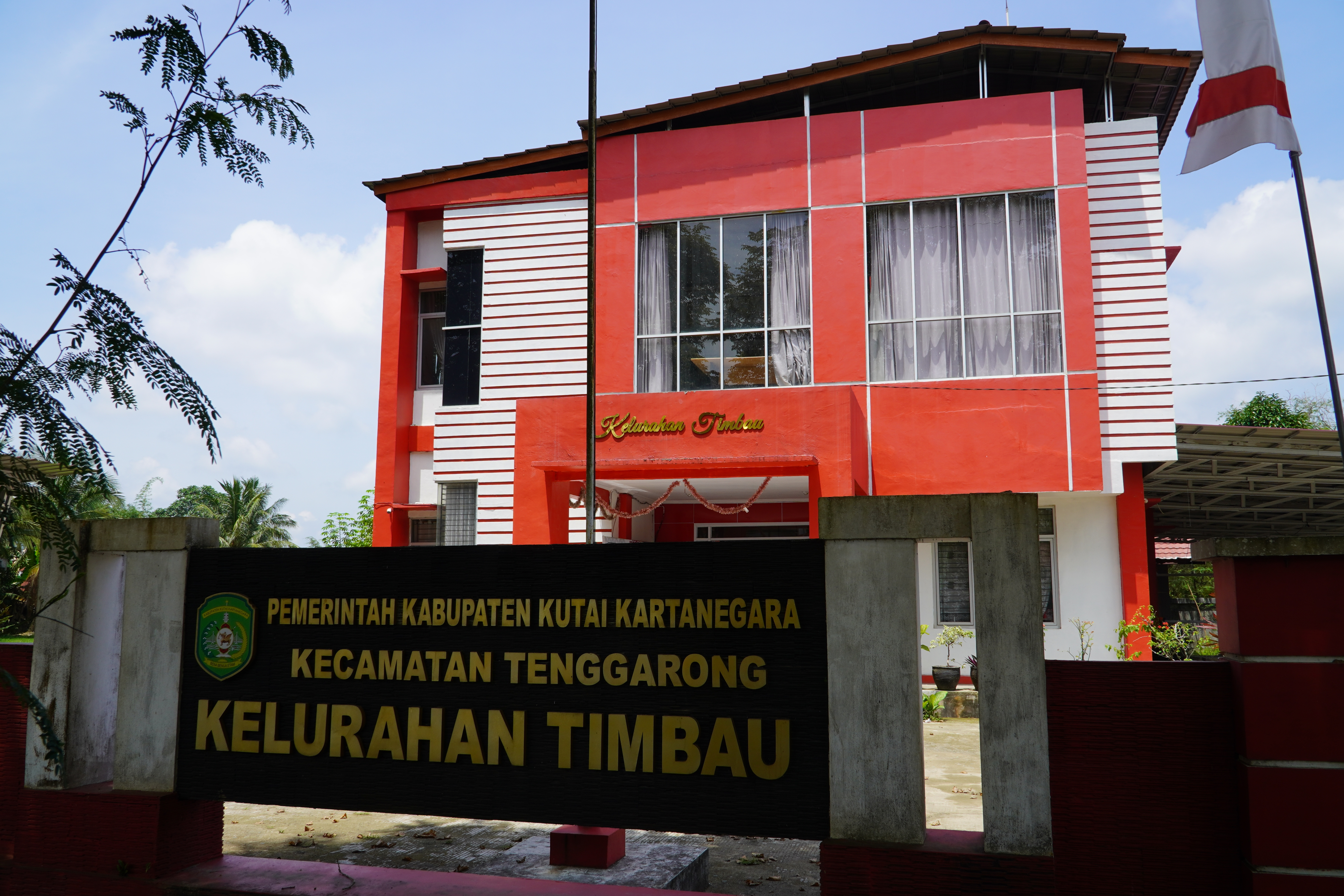
.
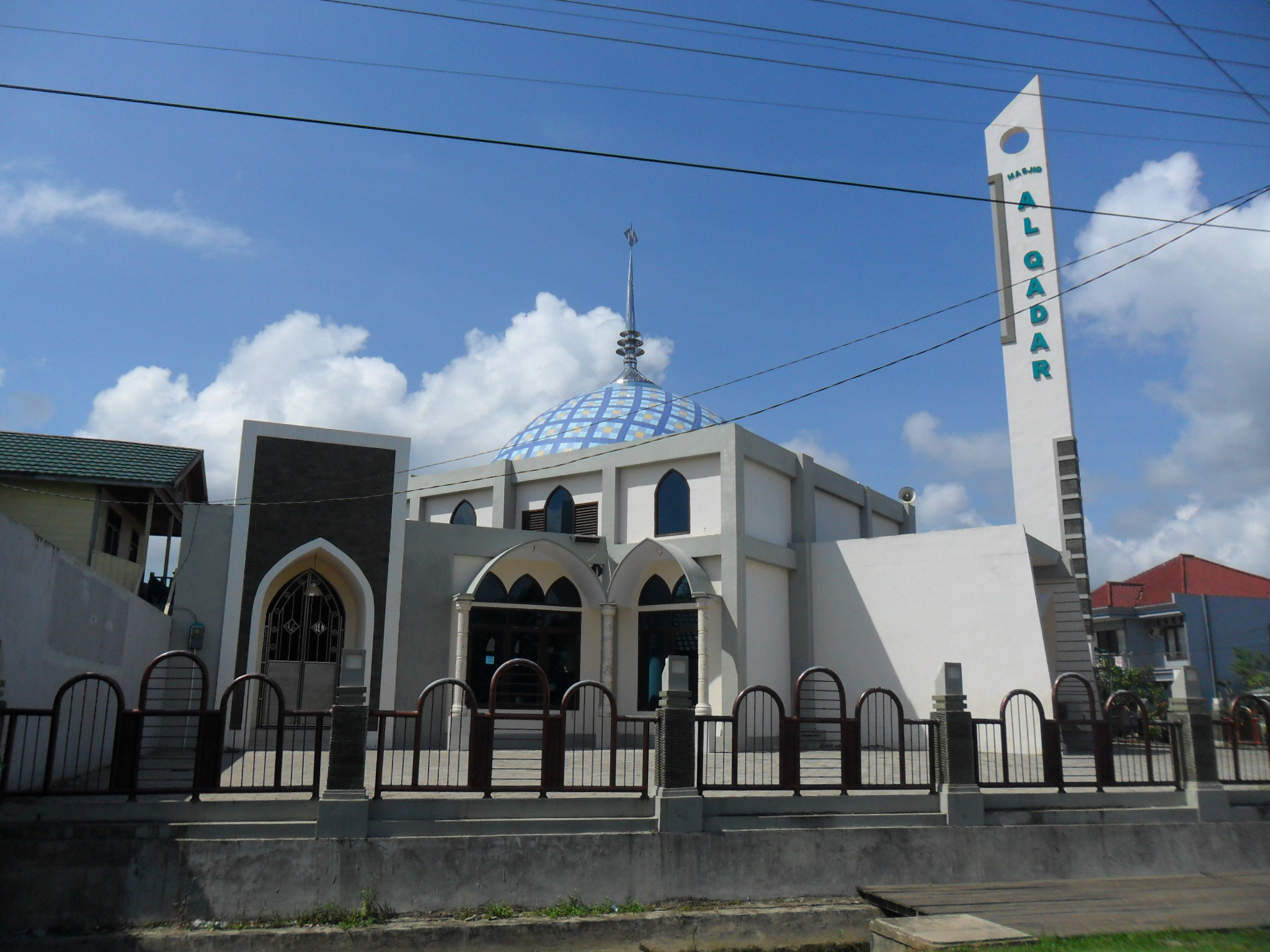
مسجد القادر تنغارونغ
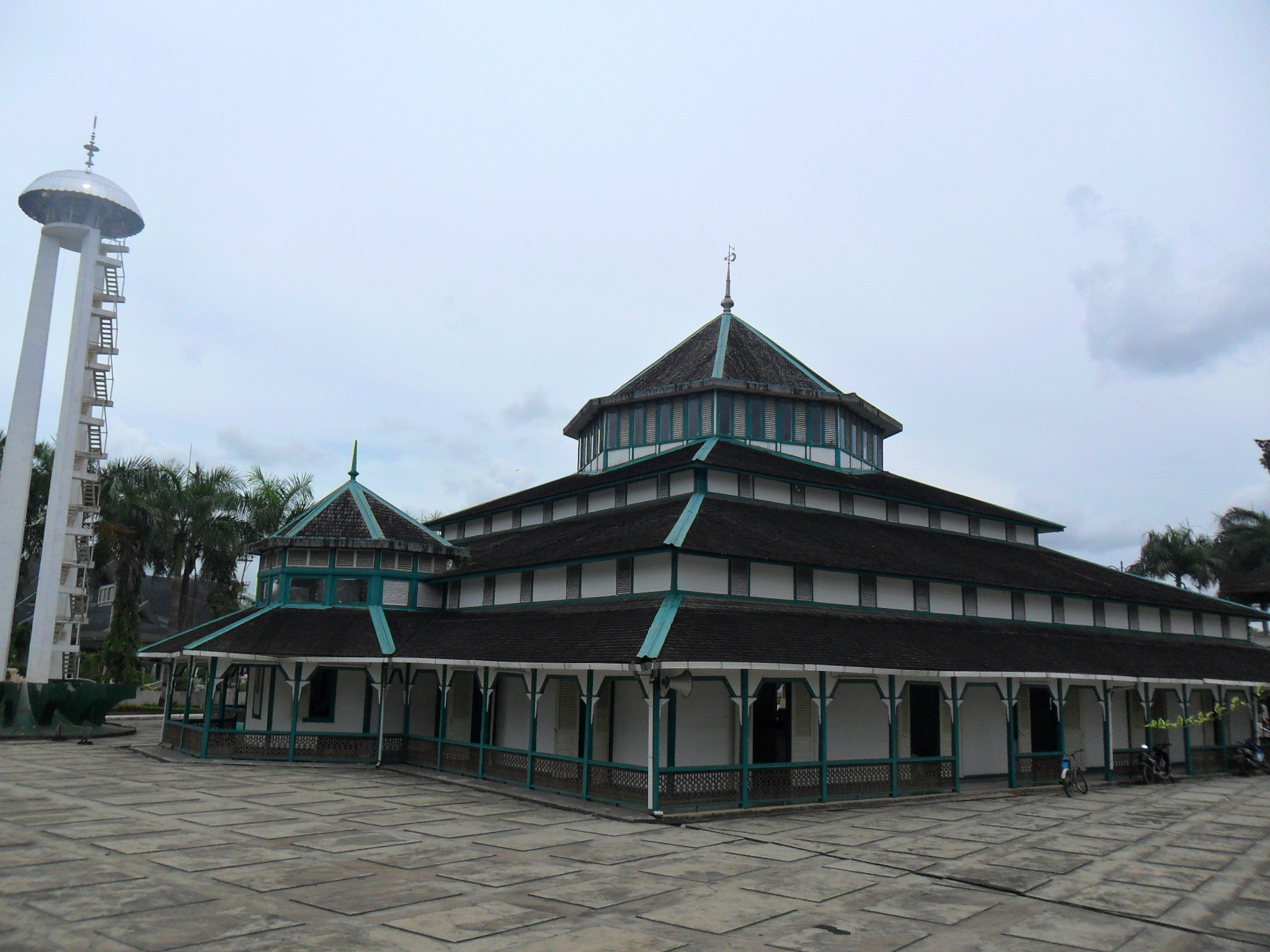
مسجد آجي أمير حسن الدين
.
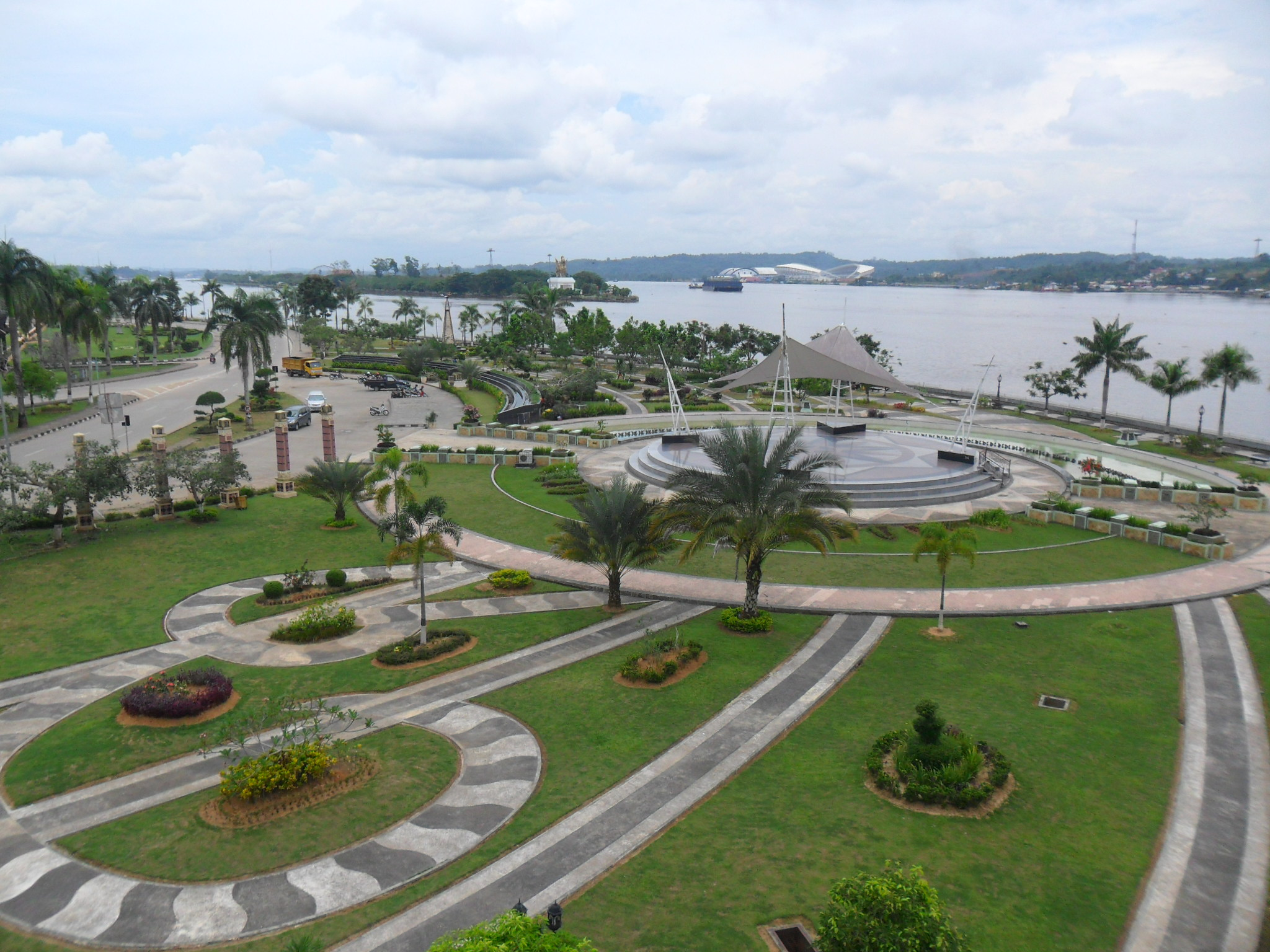
.
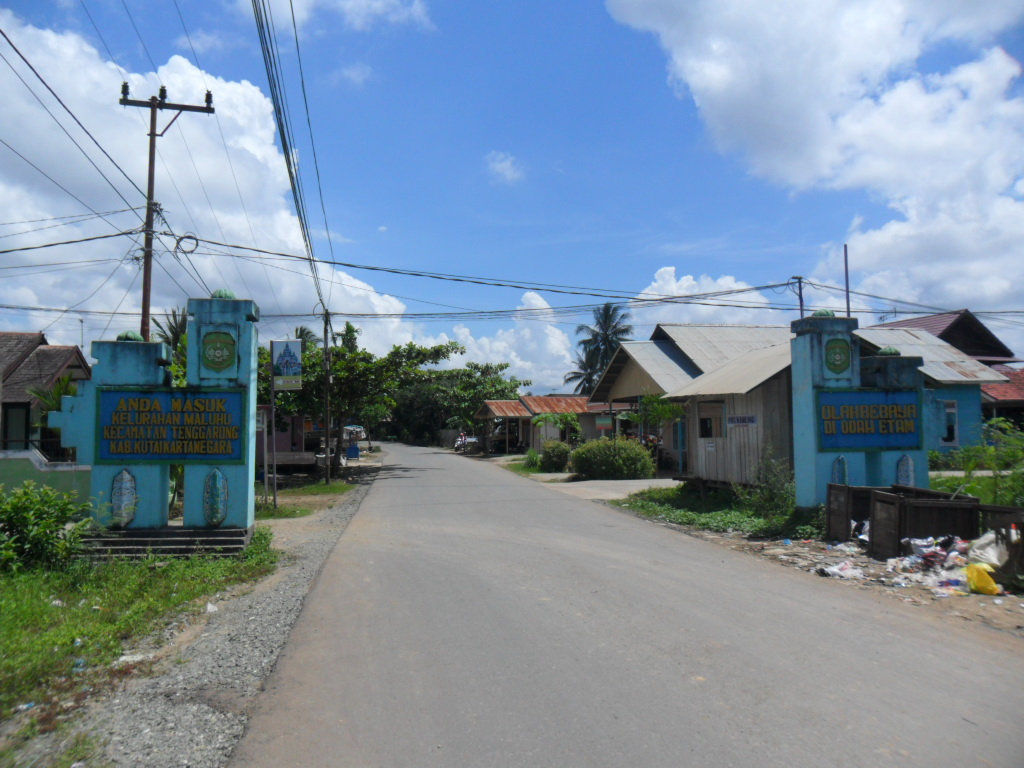
.
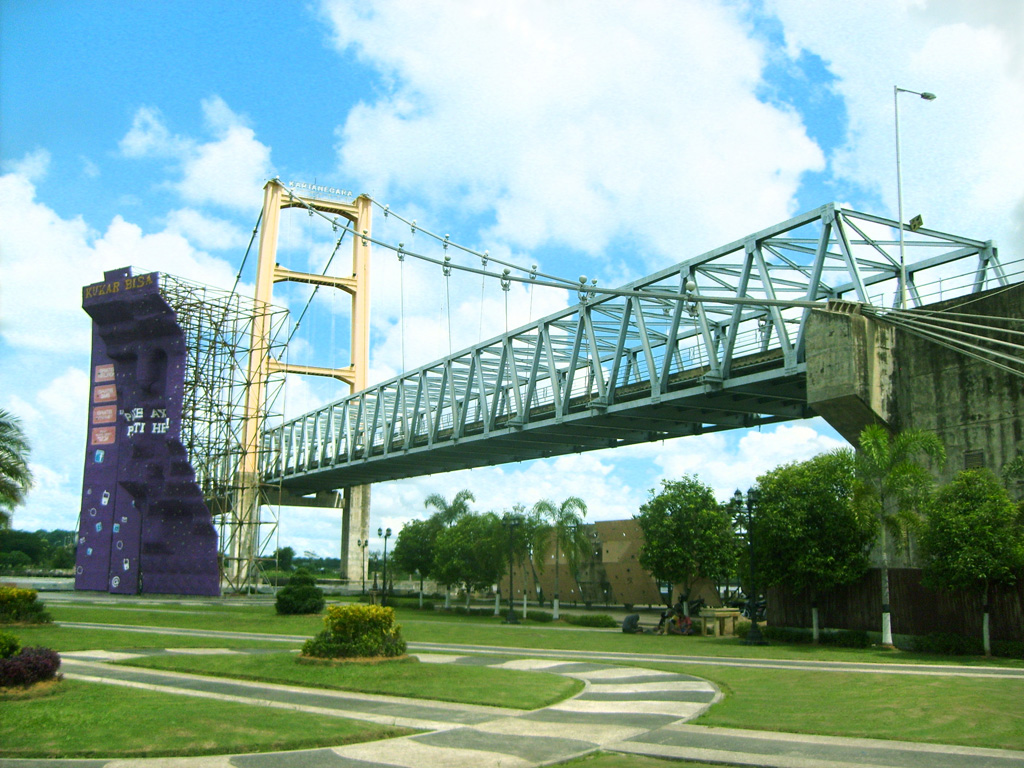
.